# 마이클 요크
마이클 요크(Michael York, 1942년 3월 27일 ~ )는 잉글랜드의 배우이다. 로런스 올리비에 밑에서 로열 내셔널 시어터 공연 무대에 오른 뒤 프랑코 체피렐리가 감독한 《말괄량이 길들이기》(1967)로 영화계에 데뷔하였다. 역시 체피렐리가 연출한 《로미오와 줄리엣》(1968)에 티벌트 역으로 나와 주목 받았다.
금발에 푸른 눈, 소년 같은 인상, 영국 상류층 몸가짐을 무기로 1970년대에 영국 영화와 할리우드에서 주연으로 활약했다. 이 시기 주요 출연작으로 《카바레》(1972), 《잃어버린 지평선》(1973), 《삼총사》(1973), 《오리엔트 특급 살인》(1974), 《로건의 탈출》(1976) 등이 있다. 경력 후반엔 오스틴 파워 시리즈(1997-2002)에 출연하였다.
에미상에 총 두 차례 후보로 올랐으며, 2002년 할리우드 명예의 거리에 영화 분야로 헌액 되었다.

## 출연 작품

### 영화
- 말괄량이 길들이기 (1967)
- 사랑의 상처 (1967)
- 로미오와 줄리엣 (1968)
- 저스틴 (1969)
- Something for Everyone (1970)
- Zeppelin (1971)
- 카바레 (1972)
- 삼총사 (1973) - 다르타냥 역
  - 사총사 (1974)
  - La Femme Musketeer (2003)
- 잃어버린 지평선 (1973)
- 오리엔트 특급 살인 (1974)
- 캡틴 클럽 (1975, Conduct Unbecoming)
- 로건의 탈출 (1976) - 로건 5 역
- Seven Nights in Japan (1976)
- 닥터 모로의 DNA (1977)
- 페도라 (1978)
- 최후의 임무 (1980)
- For Those I Loved (1983)
- 밤의 특공대 (1986, Sword of Gideon)
- 의적 실버브레이드 (1989)
- 전선의 여우 (1990, Night of the Fox)
- 카리브해의 정사 (1993, Wide Sargasso Sea)
- 의혹의 덫 (1994, Discretion Assured)
- 셀룰로이드 클로지트 (1995)
- Not of This Earth (1995)
- 플래닛 (1996, Dark Planet)
- 다니엘 스틸 - 연인의 반지 (1996, The Ring)
- 오스틴 파워: 제로 (1997)
  - 오스틴 파워: 나를 쫓아온 스파이 (1999)
  - 오스틴 파워: 골드멤버 (2002)
- 굿바이 아메리카 (1997, Goodbye America)
- 크리스마스 캐럴 (1997)
- The Ripper (1997)
- 유혹 (1998, The Treat)
- 롱풀리 어큐즈드 (1998)
- 카멜롯의 기사 (1998, A Knight in Camelot)
- 오메가 코드 (1999, The Omega Code)
  - Megiddo: The Omega Code 2 (2001)
- 공룡시대 7 (2000) - 목소리
- 모스크바 히트 (2004)
- Icon (2005)
- Chris & Don (2007) - 다큐멘터리
- 플랫랜드: 더 무비 (2007, Flatland: The Movie) - 목소리
- 톰과 제리: 셜록 홈즈 (2010) - 목소리
- 더 밀 앤 더 크로스 (2011)
- 잠자는 숲속의 미녀와 야수 (2014, Sleeping Beauty)

### 텔레비전
- 나자렛 예수 (1977)
- 사하라의 비밀 (1987, Il segreto del Sahara)
- Knots Landing (1987-88)
- Avonlea (1991-95)
- 테크워 (1994)
- 트루 우먼 (1997, True Women)
- 길모어 걸스 (2003-04)
- 스타워즈: 클론 전쟁 (2009) - 목소리